# Ciara Horne
Ciara Horne (Harrow, 7 september 1989) is een wielrenner uit Groot-Brittannië.
In 2014 nam Horne deel aan de Gemenebestspelen.
Op de Olympische Zomerspelen van Rio de Janeiro in 2016 nam Horne deel aan het onderdeel ploegenachtervolging bij het baanwielrennen.
Hanselmann · Horne · Klein · Koppenburg · Lepistö · Moolman-Pasio · Numainville · Pilote-Fortin · Pohl · Small
Dragoo · Hanselmann · Horne · Klein · Koppenburg · Lepistö · Moolman-Pasio · Perchtold · Pikulik · Pilote-Fortin · Pohl · Uttrup Ludwig · Vilmann